# Мёрланн, Хьетиль
Хьетиль Мёрланн (норв. Kjetil Mørland, род. 3 октября 1980, Гримстад, Норвегия), также известный как просто Мёрланн (норв. Mørland) — норвежский музыкант, певец и автор песен. В дуэте с соотечественницей Деброй Скарлетт с песней «A Monster like Me» представлял Норвегию на ежегодном песенном конкурсе «Евровидение» в 2015 году.

## Карьера
С момента основания в 2008 году британской группы «Absent Elk», выступающей в жанрах поп-рок и инди-поп, Мёрланн является её лидером и фронтменом. Весной 2009 года коллектив выпустил свой первый альбом — «Caught in the Headlights», а в июне того же года провёл гастрольный тур по Великобритании.
В 2015 году Мёрланн написал песню «A Monster like Me» и в дуэте с норвежкой Деброй Скарлетт представил её на национальном конкурсе «Melodi Grand Prix». С результатом 88 869 голосов они одержали в нём победу и были делегированы на «Евровидение-2015» для выступления от Норвегии. Выступив во втором полуфинале конкурса в Вене, музыканты прошли в финал, где в итоге заняли 8 место.
В январе 2018 года было объявлено, что на «Melodi Grand Prix-2018» 19-летняя певица Ребекка выступит с песней «Who We Are», написанной Мёрланном.